# Portal de Sant Roc (Maó)
El Portal de Sant Roc va ser construït devers l'any 1359 a Maó; tenia la funció de fer de porta que connectés la ciutat amb la resta de la població. És l'únic vestigi de l'antiga murada de la població medieval. Va ser restaurat després del saqueig turc de l'any 1535. Quan la ciutat va créixer, les murades van perdre el seu significat i es van incorporar habitatges annexos. Té una arquitectura típicament medieval, d'estil gòtic, format per dues torres gruixades. El portal es va mantenir com a monument històric.

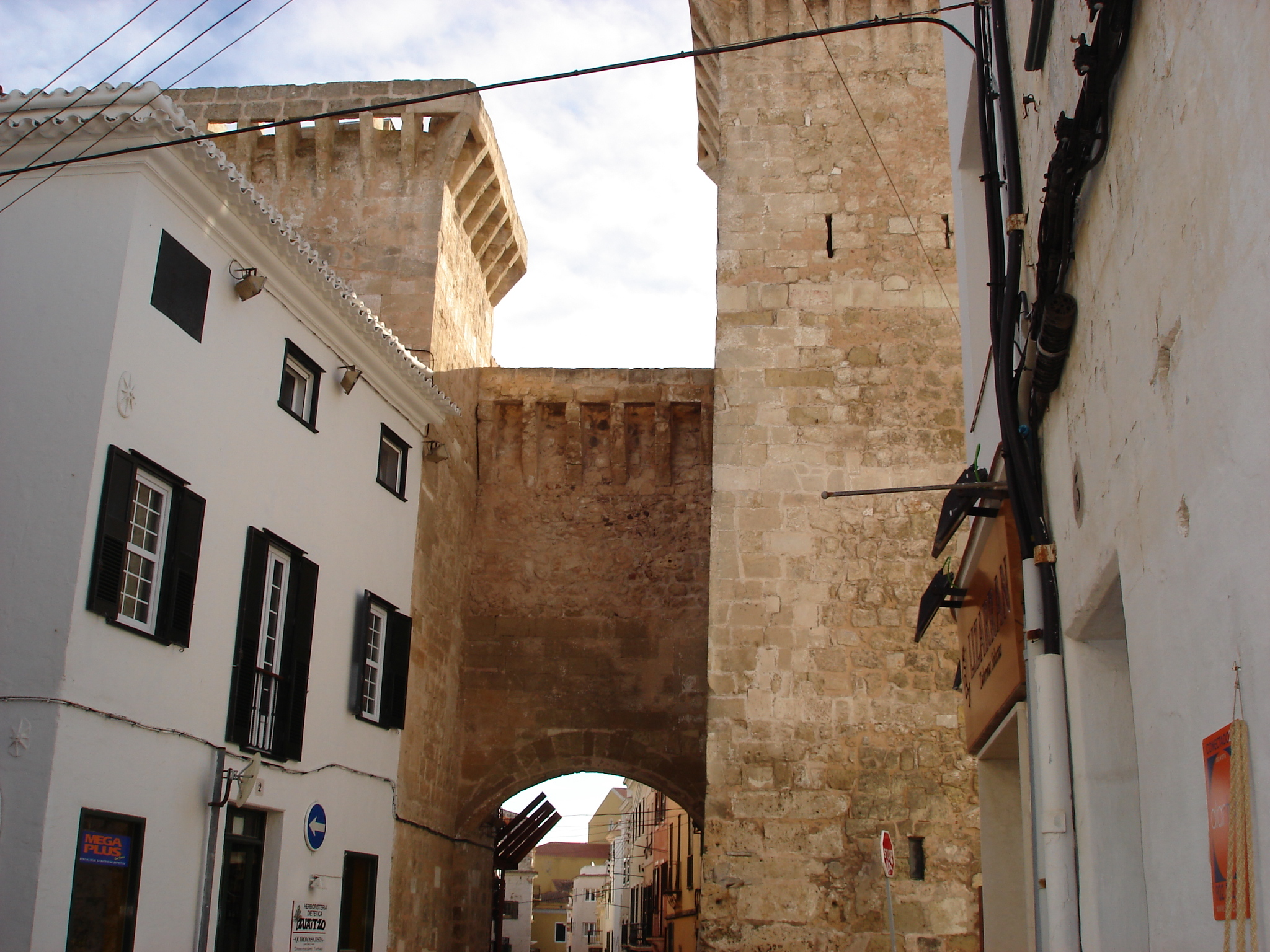
Portal de Sant Roc